# Fadumo Dayib
Fadumo Qasim Dayib, apodada Deeqo,  (Thika, 1972) es una política y activista somalí, experta en sanidad. Fue la primera mujer que se postuló a la Presidencia en Somalia durante las elecciones de noviembre del 2016.

## Biografía
Dayib nació en 1972 en los campamentos de refugiados de Thika, Kenia, hija de padres somalíes. Su madre viajó allí después de perder once hijos anteriores por enfermedades evitables. Su padre, que era camionero, dio a su madre y hermano un aventón. Se casaron camino a Kenia y se asentaron en los campamentos de refugiados de Thika. Sus padres eran analfabetos, aunque su padre hablaba varias lenguas; su madre, que vendía té al costado de la carretera, fue una mujer de negocios emprendedora que aprendió a leer a los 58 años. Otros dos hermanos nacieron en Kenia, y sus padres se divorciaron cuando era joven. Fadumo y el resto la familia fueron expulsados de Nairobi en 1989 y deportados a Mogadiscio. Su madre estuvo temporalmente encarcelada porque su hermano fue sospechoso de financiar un grupo opositor a Siad Barre. 
La madre de Dayib vendió todo para permitirle a ella y sus hermanos trasladase como refugiados a Finlandia, donde ha vivido desde 1990.
Dayib no aprendió a leer y escribir hasta los catorce años. Estudió en Finlandia enfermería especializada en cuidados intensivos, realizando dos maestrías. Logró una beca en la Harvard Kennedy School para estudiar administración pública, siendo posteriormente candidata doctoral en la Universidad de Helsinki, investigando la Resolución de Consejo de Seguridad de las Naciones Unidas 1325 sobre Paz, Mujeres y Seguridad.[cita requerida]

### Trayectoria profesional
Dayib es experta en salud pública y activista en la defensa de los derechos humanos en África. Ha trabajado en el sector privado en empleo para refugiados. Trabajó con Naciones Unidas en Somalia creando centros de salud maternal en 2005, pero fue evacuada debido a problemas de seguridad. Luego participó en la creación de una red centros de prevención de VIH y proveedores de atención médica especializados para la ONU en Fiyi y Liberia.

### Candidata a la presidencia del país
Dayib anunció su intención de ser candidata a la presidencia de Somalia en 2014 en las primeras elecciones democráticas celebradas desde 1967. Fue la única mujer entre los 18 candidatos a la presidencia en las elecciones de 2016, incluyendo al electo Hassan Sheikh Mohamud. Por su decisión en postularse recibió amenazas de muerte. Su plataforma presentó propuestas de políticas anticorrupción, terminar con la mutilación genital femenina, y dialogar con Al-Shabaab si el grupo cortaba sus lazos con organizaciones terroristas internacionales y dejaba de matar somalíes. Se dijo que tenía pocas posibilidades de ganar.

## Vida personal
Dayib tiene cuatro hijos. Fadumo actualmente vive en Nairobi con su familia. 